# Église du Sacré-Cœur de Saint-Étienne
Pour les articles homonymes, voir Église du Sacré-Cœur.
L’église du Sacré-Cœur est une église appartenant à la ville de Saint-Étienne, qui comprend le quartier de La Terrasse et une partie de celui de Bergson.
Elle fait aujourd'hui partie de la paroisse Bienheureux Antoine Chevrier qui comprend aussi l'église Saint-Prix de Saint-Priest-en-Jarez et l'église Saint-Laurent de Villars.

## Histoire
Après la Seconde Guerre mondiale, une partie des bâtiments militaires du secteur Grouchy est rachetée, afin d'y établir une chapelle. Subsiste alors à l'époque un porche surmonté d'une statue du Sacré-Cœur. Au voisinage proche, une ancienne caserne de cavalerie est remplacée par une piscine d'été en 1946, qui sera ensuite accompagnée d'un bassin d'hiver en 1970. 
Dans les années 1980, le quartier se développe, nécessitant l’agrandissement de l'édifice. À la fin de la décennie, la commune de Saint-Étienne, dirigée alors par M. François Dubanchet, décide de la reconstruction de l'église, et confie le projet au cabinet d'architectes stéphanois Granet-Daudel, qui désigne Jean-Pierre Canivet. Le manque de place oblige l'architecte à construire le nouvel édifice perpendiculairement au bâtiment primitif.
Le choix de la banalité est pris : la nouvelle église est un vaste hangar, dont la couverture en fibrociment est soutenue par quatre éléments de métal. 
Par la suite, la chapelle primitive est démolie, et remplacée par une esplanade autour de l'église.

## Éléments architecturaux

### Aspect extérieur
En raison du manque de place, Jean-Pierre Canivet est contraint de bâtir l'édifice perpendiculairement à la chapelle primitive. De ce fait, l'église est orientée vers le Nord.
La nef est un vaste hangar parallélépipédique, formé par l'assemblage de panneaux carrés de béton brut de décoffrage.
Un bandeau d'ouverture en haut des murs permet d'y amener de la lumière.

### Côté Sud
L'entrée principale de l'église se situe sur sa face Sud. Les portes sont en bronze.

### Côté Est
Un bâtiment galbé externe à la nef est accolé à l'édifice. L'accès s'y fait par un escalier extérieur.

### Côté Nord
Une voile de béton, en forme de colonne tronquée s'élève au-dessus de l'édifice pour protéger son campanile. À l'intérieur, une croix d'acier et des cloches sont uniquement visibles depuis les faces Sud et Ouest.
Le campanile de l'église servira comme modèle pour la Cathédrale de la Résurrection d'Évry, construite peu de temps après.

### Côté Ouest
L'angle Nord-Ouest de la nef se détache de la façade, formant une avancée triangulaire, située au-dessus de garages, représentant un Axis mundi.

## L'église aujourd'hui

### L'église dans laparoisse
L'église fait aujourd'hui partie de la paroisse Bienheureux Antoine Chevrier. Les mariages, baptêmes et enterrements sont célébrés dans l'édifice, ainsi que les communions et confirmations de la paroisse.
Les Messes dominicales ont lieu tous les Dimanches à 10h45 heures (sauf exceptions).

### L'église et la culture
L'église accueille des concerts et pièces de théâtre lors de manifestations dans la paroisse ou autres.

## Accès
Elle est située dans le quartier de La Terrasse à Saint-Étienne.
L'église du Sacré-Cœur est desservie par les trams des T1 et T2 de la Société de transports de l'agglomération stéphanoise, qui passe devant l'édifice. Non loin de là, dans le cœur du quartier, de nombreux bus pour diverses destinations dont la plaine du Forez sont disponibles.